# Gianluca Capitano
Gianluca Capitano (né le 4 août 1971 à Chieti) est un coureur cycliste italien des années 1990. Spécialiste des disciplines de vitesse sur piste, il est notamment double champion du monde de tandem en 1990 et 1992.

## Biographie
En 1989, à Moscou, Gianluca Capitano remporte le titre mondial de la vitesse chez les juniors (moins de 19 ans), après avoir remporté la médaille d'argent l'année précédente derrière Jens Fiedler. 
En 1990, après être passé parmi les amateurs, il devient champion d'Italie et champion du monde de tandem avec Federico Paris. Il conserve son titre national  de tandem aux championnats nationaux en 1991, 1992 et 1993. En 1990, il est également champion d'Italie de vitesse amateurs, titre qu'il garde également en 1991.
En 1992, il est à nouveau champion du monde en tandem, toujours avec Paris. De 1993 à 1995, il est champion d'Italie du kilomètre contre-la-montre, spécialité dans laquelle il a également participé aux Jeux olympiques d'Atlanta en 1996, finissant quinzième. À Atlanta, il participe également au tournoi de vitesse, mais est éliminé au repêchage du premier tour. En 1997, il remporte à nouveau le championnat d'Italie du kilomètre.
Il n'est jamais passé professionnel, mais court pendant sa carrière pour les couleurs des Fiamme Azzurre, l'équipe amateur de la police pénitentiaire.

## Palmarès sur piste

### Jeux olympiques
- Atlanta 1996
  - 15e du kilomètre
  - 21e de la vitesse

### Championnats du monde
- Odense 1988 (juniors)
  -  Médaillé d'argent de la vitesse juniors
- Moscou 1989 (juniors)
  -  Champion du monde de vitesse juniors
- Maebashi 1990
  -  Champion du monde de tandem (avec Federico Paris)
- Stuttgart 1991
  - 4e du tandem (avec Federico Paris)
- Valence 1992
  -  Champion du monde de tandem (avec Federico Paris)
- Palerme 1994
  - 9e du kilomètre

### Coupe du monde
- 1994
  - 1er de la vitesse par équipes à Colorado Springs (avec Roberto Chiappa et Federico Paris)
  - 2e de la vitesse par équipes à Hyères (avec Roberto Chiappa et Federico Paris)
  - 3e du kilomètre à Colorado Springs
- 1995
  - 1er du keirin à Cottbus
  - 1er de la vitesse par équipes à Manchester (avec Roberto Chiappa et Federico Paris)
  - 2e de la vitesse par équipes à Cottbus (avec Gabriele Gentile et Gianmarco Agostini)
  - 2e du kilomètre à Athènes

### Championnats d'Italie
- 1988
  -  Champion d'Italie de vitesse juniors
- 1989
  -  Champion d'Italie de vitesse juniors
- 1990
  -  Champion d'Italie de vitesse amateurs
  -  Champion d'Italie de tandem (avec Federico Paris)
- 1991
  -  Champion d'Italie de vitesse amateurs
  -  Champion d'Italie de tandem (avec Federico Paris)
- 1992
  -  Champion d'Italie de tandem (avec Roberto Chiappa)
- 1993
  -  Champion d'Italie du kilomètre
  -  Champion d'Italie de tandem (avec Federico Paris)
- 1994
  -  Champion d'Italie du kilomètre
- 1995
  -  Champion d'Italie du kilomètre
  -  Champion d'Italie de vitesse par équipes (avec Venanzio De Panfilis et Gabriele Gentile)
- 1997
  -  Champion d'Italie du kilomètre